# Živko Marušič
Živko Marušič, slovenski slikar, * 20. september 1945, Colorno, Italija.
Marušič je najprej od 1967 do 1971 študiral na slikarski akademiji v Benetkah, kasneje od 1971 do 1973 pa še na Akademiji za likovno umetnost v Ljubljani, kjer je leta 1975 končal specialko. Sedaj dela kot svoboden umetnik in večinoma živi v Kopru. Marušič je izvrsten kolorist. Za umetniško delovanje je prejel Jakopičevo nagrado.